# 대구선원초등학교
대구선원초등학교는 대한민국 대구광역시 달서구에 있는 공립 초등학교이다. 교목은 은행나무이고 교화는 진달래꽃이다.

## 역사
- 1998년 3월 1일: 개교